# Lappula pilosa
Lappula pilosa là loài thực vật có hoa trong họ Mồ hôi. Loài này được (MacMill.) Hitchc. mô tả khoa học đầu tiên năm 1894.